# 坎布里亚山脉
坎布里亚山脈（英語：Cambrian Mountains）是威爾斯的山脈，位在威爾斯中部，北起史諾多尼亞，南至卡馬森郡。“坎布里亚”一名来自威尔士的拉丁语名。英國最長的河流塞文河源自坎布里亚山脈。這片山區人煙稀少，因此得名“威爾士沙漠”（Desert of Wales），最高峰為普林利蒙山，海拔2,467英尺（752）。

## 外部連結

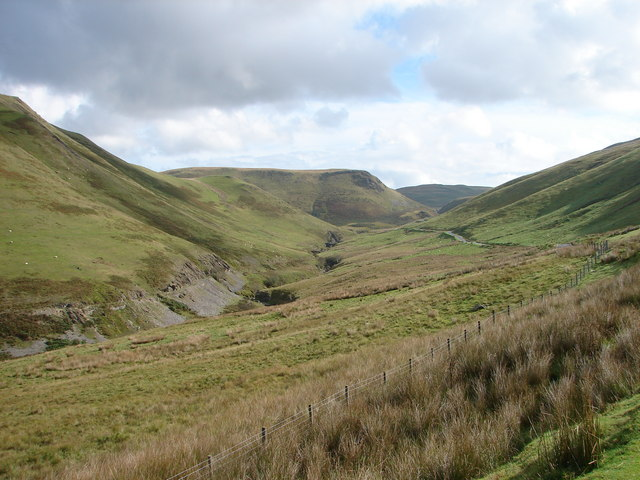
威爾士村莊“Cwmystwyth”附近的坎布里亚山脈

- The Cambrian Mountains Society（页面存档备份，存于）
- The Cambrian Mountains Initiative
- Cambrian Mountains tourism guide（页面存档备份，存于）
- Cambrian Mountains walking guide

52°25′N 3°30′W / 52.417°N 3.500°W